# Premi Emmy 2007
La cerimonia della 59ª edizione dei Primetime Emmy Awards (59th Primetime Emmy Awards) si è tenuta allo Shrine Auditorium di Los Angeles il 16 settembre 2007.
La cerimonia è stata presentata da Ryan Seacrest e trasmessa dalla FOX.
I Creative Arts Emmy Awards sono stati consegnati il 9 settembre.

## Primetime Emmy Awards

15 candidature e tre premi per la serie televisiva I Soprano.

### Migliore serie drammatica
- I Soprano
- Boston Legal
- Dr. House - Medical Division
- Grey's Anatomy
- Heroes

### Migliore serie comica o commedia
- 30 Rock
- Entourage
- The Office
- Due uomini e mezzo
- Ugly Betty

### Migliore miniserie
- Broken Trail - Un viaggio pericoloso (Broken Trail), regia di Walter Hill
- Prime Suspect - Atto finale (Prime Suspect - The Final Act), regia di Philip Martin
- The Starter Wife, regia di Jon Avnet

### Migliore film per la televisione
- L'ultimo pellerossa (Bury My Heart at Wounded Knee), regia di Yves Simoneau
- Inside The Twin Towers, regia di Richard Dale
- Longford, regia di Tom Hooper
- La classe del signor Clark (The Ron Clark Story), regia di Randa Haines
- Why I Wore Lipstick to My Mastectomy, regia di Peter Werner

### Migliore attore in una serie drammatica
- James Spader (Alan Shore) – Boston Legal
- James Gandolfini (Tony Soprano) – I Soprano
- Hugh Laurie (Gregory House) – Dr. House - Medical Division
- Denis Leary (Tommy Gavin) – Rescue Me
- Kiefer Sutherland (Jack Bauer) – 24

### Migliore attore in una serie comica o commedia
- Ricky Gervais (Andy Millman) – Extras
- Steve Carell (Michael Scott) – The Office
- Alec Baldwin (Jack Donaghy) – 30 Rock
- Tony Shalhoub (Adrian Monk) – Detective Monk
- Charlie Sheen (Charlie Harper) – Due uomini e mezzo

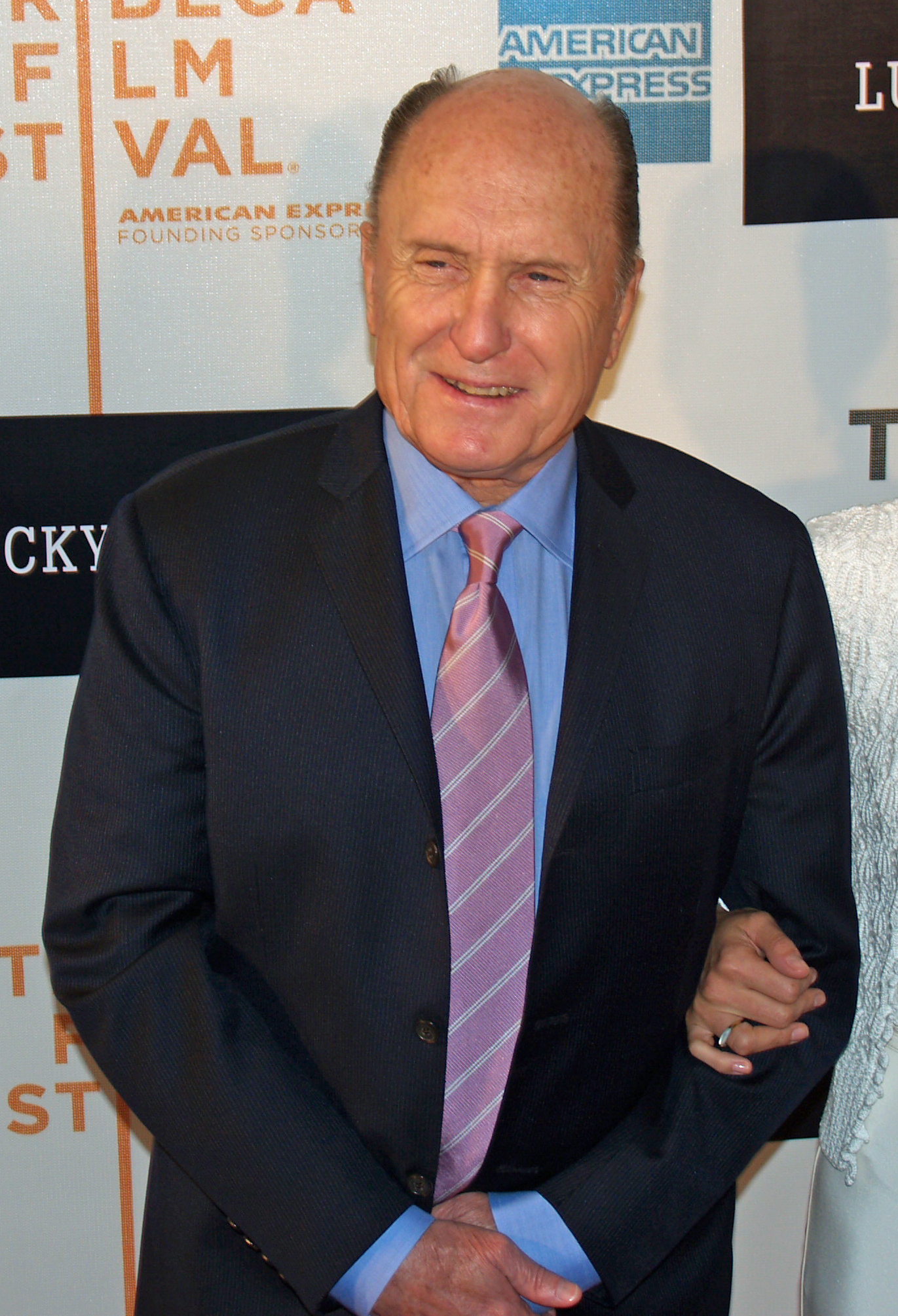
Robert Duvall, migliore protagonista della miniserie Broken Trail - Un viaggio pericoloso.

### Migliore attore in una miniserie o film per la televisione
- Robert Duvall (Prentice 'Print' Ritter) – Broken Trail - Un viaggio pericoloso
- Jim Broadbent (Lord Longford) – Longford
- William H. Macy (Clyde Umney / Sam Landry) – Incubi e deliri (Nightmares and Dreamscapes: From the Stories of Stephen King)
- Matthew Perry (Ron Clark) – La classe del signor Clark
- Tom Selleck (Jesse Stone) – Sea Change - Delitto perfetto (Jesse Stone: Sea Change), regia di Robert Harmon

### Migliore attrice in una serie drammatica
- Sally Field (Nora Walker) – Brothers & Sisters
- Patricia Arquette (Allison DuBois) – Medium
- Minnie Driver (Dahlia Malloy) – The Riches
- Edie Falco (Carmela Soprano) – I Soprano
- Mariska Hargitay (Olivia Benson) – Law & Order: Unità Speciale
- Kyra Sedgwick (Brenda Leigh Johnson) – The Closer

### Migliore attrice in una serie comica o commedia
- America Ferrera (Betty Suarez) – Ugly Betty
- Tina Fey (Liz Lemon) – 30 Rock
- Felicity Huffman (Lynette Scavo) – Desperate Housewives
- Julia Louis-Dreyfus (Christine Campbell) – La complicata vita di Christine
- Mary-Louise Parker (Nancy Botwin) – Weeds

### Migliore attrice in una miniserie o film per la televisione
- Helen Mirren (Jane Tennison) – Prime Suspect - Atto finale
- Queen Latifah (Ana) – Life Support, regia di Nelson George
- Debra Messing (Molly Kagan) – The Starter Wife
- Mary-Louise Parker (Zenia Arden) – Robber Bride (The Robber Bride), regia di David Evans
- Gena Rowlands (Melissa Eisenbloom) – L'ultimo compleanno (What If God Were The Sun), regia di Stephen Tolkin

### Migliore attore non protagonista in una serie drammatica
- Terry O'Quinn (John Locke) – Lost
- Michael Emerson (Benjamin Linus) – Lost
- Michael Imperioli (Christopher Moltisanti) – I Soprano
- T.R. Knight (George O'Malley) – Grey's Anatomy
- Masi Oka (Hiro Nakamura) – Heroes
- William Shatner (Denny Crane) – Boston Legal

### Migliore attore non protagonista in una serie comica o commedia
- Jeremy Piven (Ari Gold) – Entourage
- Jon Cryer (Alan Harper) – Due uomini e mezzo
- Kevin Dillon (Johnny "Drama" Chase) – Entourage
- Neil Patrick Harris (Barney Stinson) – How I Met Your Mother
- Rainn Wilson (Dwight Schrute) – The Office

### Migliore attore non protagonista in una miniserie o film per la televisione
- Thomas Haden Church (Tom Harte) – Broken Trail - Un viaggio pericoloso
- Edward Asner (Luke Spelman) – The Christmas Card, regia di Stephen Bridgewater
- Joe Mantegna (Lou Manahan) – The Starter Wife
- Aidan Quinn (Henry Dawes) – L'ultimo pellerossa
- August Schellenberg (Sitting Bull) – L'ultimo pellerossa

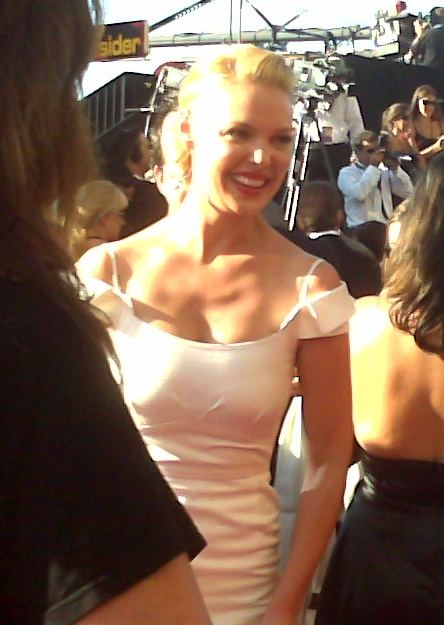
Katherine Heigl, migliore attrice drammatica non protagonista per Grey's Anatomy.

### Migliore attrice non protagonista in una serie drammatica
- Katherine Heigl (Izzie Stevens) – Grey's Anatomy
- Lorraine Bracco (Jennifer Melfi) – I Soprano
- Rachel Griffiths (Sarah Whedon) – Brothers & Sisters
- Sandra Oh (Cristina Yang) – Grey's Anatomy
- Aida Turturro (Janice Soprano) – I Soprano
- Chandra Wilson (Miranda Bailey) – Grey's Anatomy

### Migliore attrice non protagonista in una serie comica o commedia
- Jaime Pressly (Joy Turner) – My Name Is Earl
- Conchata Farrell (Berta) – Due uomini e mezzo
- Jenna Fischer (Pam Beesly) – The Office
- Elizabeth Perkins (Celia Hodes) – Weeds
- Holland Taylor (Evelyn Harper) – Due uomini e mezzo
- Vanessa L. Williams (Wilhelmina Slater) – Ugly Betty

### Migliore attrice non protagonista in una miniserie o film per la televisione
- Judy Davis (Joan McAllister) – The Starter Wife
- Toni Collette (Kathy Graham) – Tsunami (Tsunami: The Aftermath), regia di Bharat Nalluri
- Samantha Morton (Myra Hindley) – Longford
- Anna Paquin (Elaine Goodale) – L'ultimo pellerossa
- Greta Scacchi (Nola Johns) – Broken Trail - Un viaggio pericoloso

### Migliore regia per una serie drammatica
- I Soprano – Alan Taylor per l'episodio Veglie funebri
- Battlestar Galactica – Félix Enríquez Alcalá per l'episodio Esodo (Parte II)
- Boston Legal – Bill D'Elia per l'episodio Un ragionevole dubbio
- Friday Night Lights – Peter Berg per l'episodio Vittoria amara
- Heroes – David Semel per l'episodio Genesi
- Lost – Jack Bender per l'episodio Attraverso lo specchio
- Studio 60 on the Sunset Strip – Thomas Schlamme per l'episodio Il ritorno di Matt e Danny

### Migliore regia per una serie comica o commedia
- Ugly Betty – Richard Shepard per l'episodio Ugly Betty
- 30 Rock – Scott Ellis per l'episodio Pro e contro
- Entourage – Julian Farino per l'episodio One Day in the Valley
- Extras – Ricky Gervais e Stephen Merchant per l'episodio Orlando Bloom
- The Office – Ken Kwapis per l'episodio Caccia ai gay
- Scrubs - Medici ai primi ferri – Will Mackenziel per l'episodio Il mio musical

### Migliore regia per una miniserie o film per la televisione
- Prime Suspect - Atto finale – Philip Martin
- Broken Trail - Un viaggio pericoloso – Walter Hill
- L'ultimo pellerossa – Yves Simoneau
- Jane Eyre – Susanna White
- Tsunami – Bharat Nalluri

### Migliore sceneggiatura per una serie drammatica
- I Soprano – David Chase per l'episodio Made in America
- Battlestar Galactica – Ronald D. Moore per gli episodi L'attentato e Esecuzione sommaria
- Lost – Carlton Cuse e Damon Lindelof per l'episodio Attraverso lo Specchio
- I Soprano – David Chase per l'episodio Veglie funebri
- I Soprano – Terence Winter per l'episodio Tentato suicidio

### Migliore sceneggiatura per una serie comica o commedia
- The Office – Greg Daniels per l'episodio Caccia ai gay
- 30 Rock – Robert Carlock per l'episodio Jack attore
- 30 Rock – Tina Fey per l'episodio Tracy fa Conan
- Extras – Ricky Gervais e Stephen Merchant per l'episodio Daniel Radcliffe
- The Office – Michael Schur per l'episodio La trattativa

### Migliore sceneggiatura per una miniserie o film per la televisione
- Prime Suspect - Atto finale – Frank Deasy
- Broken Trail - Un viaggio pericoloso – Alan Geoffrion
- L'ultimo pellerossa – Daniel Giat
- Jane Eyre – Sandy Welch
- The Starter Wife – Josan McGibbon e Sara Parriott

## Creative Arts Emmy Awards
I Primetime Creative Arts Emmy Awards sono stati consegnati il 7 settembre 2007.
Segue una lista parziale dei premi assegnati con i rispettivi vincitori:
- Migliore serie animata della durata massima di un'ora: South Park per l'episodio Fate l'amore, non fate la guerra
- Miglior attore ospite in una serie tv drammatica: John Goodman (Robert Bebe) per Studio 60 on the Sunset Strip
- Miglior attore ospite in una serie tv commedia: Stanley Tucci (David Ruskin) per Detective Monk per l'episodio Il signor Monk e l'alter ego
- Miglior attrice ospite in una serie tv drammatica: Leslie Caron (Lorrain Chalmes) per Law & Order: Unità Speciale
- Miglior attrice ospite in una serie tv commedia: Elaine Stritch (Colleen Donaghy) per 30 Rock
- Migliore casting per una serie tv drammatica: Friday Night Lights
- Migliore casting per una serie tv comica o commedia: Ugly Betty
- Migliore casting per una miniserie o un film per la televisione: Broken Trail - Un viaggio pericoloso